# دراجة الوطواط
دراجة الوطواط, شفرة الوطواط, جراب الوطواط (بالأنجليزية: Batcycle, Batblade، Batpod) هي دراجة نارية خيالية للبطل الخارق التابع  لـدي سي كوميكس باتمان. في عالم الكوميكس، دراجة باتمان الشخصية هي دراجة شارع معدلة مع 786 cc سائل-تبريد وذات محرك V-4. وتحتوي على حاسوب يتحكم بالكاربراتير وصفائح مضادة للرصاص.

## في وسائل الإعلام الأخرى

### الأعمال التلفزيونية الحية

#### باتمان(مسلسل تلفزيوني)
أول ظهور لدراجة الوطواط كان في المسلسل التلفزيوني لعام 1966 باتمان. وكانت عبارة عن هارلي ديفيدسون موديل عام 1965 مع مقعد جانبي، ولكن كانت مؤجرة و لا تستخدم إلا لحلقة الموسم الأول «ليس بعد، هو ليس».
في وقت لاحق من ذلك العام، تم تقديم دراجة الوطواط جديدة. تم إنتاجها من قبل كوستوموتيف، من تخيل دان ديمبسكي، وتصميم توم دانيال، وقام ببنائها دان وكوركي كوركيس باستخدام ياماها كاتالينا 250. تم تأجيرها إلى فوكس القرن العشرين أبتداءاً من 18 أبريل 1966 مقابل 50$ في الأسبوع مع 350$ إضافية مقدماً. تم أستخدام دراجة الوطواط لأول مرة في فيلم باتمان لعام 1966 وأستمرت في الظهور في بقية المسلسلات التلفزيونية. قام كل من هوبي كيرنس وفكتور بول بأغلب الأعمال المثيرة مع الدراجات النارية طوال السلسلة. المبلغ الإجمالي المدفوع إلى كوستوموتيف كان 2500$. عندما ألغيت السلسلة، أستخدم كوستوموتيف دراجة الوطواط في معارض السيارات، ودفع الإتاوات إلى غرينواي، وفوكس القرن العشرين، والمنشورات الدورية الوطنية. بنت كوستوموتيف أربعة نسخ طبق الأصل من دراجة الوطواط للجولات.
المقعد الجانبي الخاص بروبن (مركبة ذاتية الدفع قابلة للأنفصال) مصادق عليها من قبل بيرت وارد على المسلسل التلفزيوني كنز هوليوود وبيعها في مزاد بمبلغ 30,000$.

### أفلام الحركة الحية

#### باتمان وروبن
شفرة الوطواط Batblade هو أسم دراجة نارية متخصصة تستخدمها فتاة الوطواط (أليسيا سيلفرستون) في فيلم عام 1997 باتمان و روبن. يمكن لهذه المركبة أن تعمل تحت معظم الظروف الجوية القاسية.
تم بناء شفرة الوطواط على جسم سباقات الدراج: لا يأتي الإطار الخلفي من دراجة نارية، ولكن من سيارة. في الأصل، تم تصميم المعدات للمهام السريعة، وبمساعدة التأثيرات الخاصة، فهي تعمل أيضًا على نحو سلس تحت الأرض وتحت الظروف الجوية القاسية.

#### ثلاثية فارس الظلام

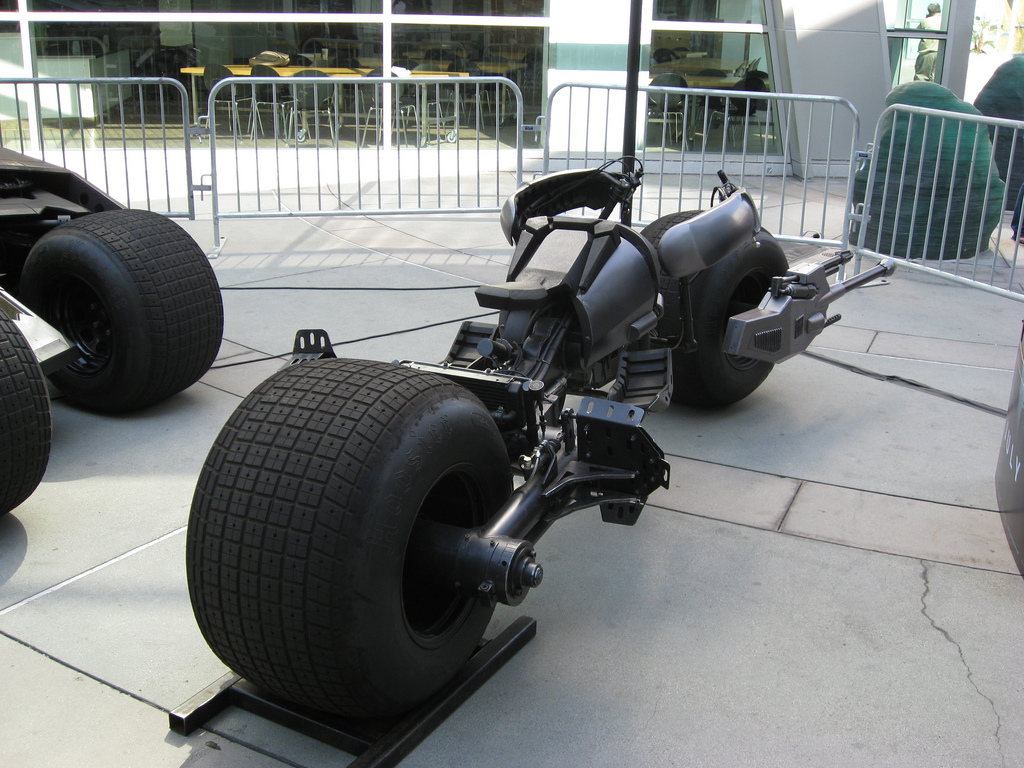
جراب الوطواط من فارس الظلام و نهوض فارس الظلام

سميت دراجة الوطواط بجراب الوطواط Batpod في فارس الظلام (2008), ونهوض فارس الظلام (2012). تحتوي الدراجة على 20" إطار أمامي وخلفي، وهي مدعومة بمحرك عالي الأداء ومبرد بالماء وحيد الأسطوانة - موجه نحو الطرف السفلي لتسارع أسرع وبدون أنابيب عادم: يتم توجيه العادم من خلال الفولاذ المجوف/أنابيب الألومنيوم/ المغنيسيوم المستخدمة لإطار الدراجة. يتم توجيه جراب الوطواط بواسطة الكتفين بدلاً من اليدين، ويتم حماية الأسلحة بواسطة الدروع. وتحتوي على وتدين للقدم 3½ على جانبي الدراجة، والتي يستند عليها الفارس، بأسفل بطنه. تم تصميم ضجيج المحرك حول نغمة شيبرد، وجاءت المؤثرات الصوتية، في جزء منها، من صوت محرك تسلا رودستار الكهربائي. تقذف جراب الوطواط من النهاية الأمامية للتومبلر، مع عجلات التومبلر الأمامية والتي تصبح العجلات الأمامية للجراب والخلفية تصبح الخلفية. ولأن التومبلر تُأمر بالتدمير الذاتي، فإن جراب الوطواط تسمح لباتمان بمواصلة سعيه. بالنسبة للفيلم، فإن الدراجة مسلحة بخطافات ومدافع ورشاشات. تم بناء ستة نماذج لإنتاج الفيلم لأستعمال بعضها. يظهر أحد تسلسلات الفيلم العجلات تتدحرج عكس محاورها العادية، على ما يبدو لأضفاء المزيد من الثبات في المنعطفات الحادة أو غيرها من المناورات. يسمح هذا أيضًا بتغييرات فورية في الأتجاه - إذا اقترب السائق من حائط، سيتم تدوير الإطار المركزي لجراب الوطواط لإبقاء السائق في وضع مستقيم. يتطاول هيكل الدراجة أيضًا، مما يسمح للراكب بالمرور تحت عوائق متدنية الأرتفاع، كما هو الحال عندما يتسلل باتمان تحت مقطورة جرار يقودها الجوكر. يتم ذكر مصطلح "Batpod" من قبل ألفريد بيني وورث مرة واحدة فقط في الفيلم.
تُستخدم جراب الوطواط مرة أخرى فينهوض فارس الظلام (2012). في البداية، هي بمثابة المركبة الرئيسية لباتمان. في وقت لاحق، تستخدمها سيلينا كايل خلال المعركة النهائية ضد قوات باين لمصير غوثام. يستخدم باتمان الوطواط لمحاربة التومبلر المسروقة من قبل قوات باين من الهواء بينما تستخدم سيلينا جراب الوطواط لفتح نفق للسماح للمدنيين من غوثام بالهروب، وإطلاق النار على باين، وتدمير اثنين على الأقل من التومبلر التابعة لباين أثناء تعقب القنبلة النووية التابعة لباين وتاليا الغول قاصدين أستخدامها لتدمير المدينة. أثناء التصوير في 9 أغسطس 2011، أصطدم مؤدي المشاهد الخطيرة بكاميرا آيماكس أثناء تصوير مشهد مطاردة يشمل جراب كايل.

### الرسوم المتحركة التلفزيونية

#### عالم دي سي الرسوم المتحركة
كانت دراجة الوطواط واحدة من العديد من المركبات التي يستخدمها باتمان وروبن في باتمان: مسلسل الرسوم المتحركة. كانت دراجة الوطواط مصممة لتبدو مثل مركبات باتمان الأخرى، سيارة الوطواط،  وطائرة الوطواط، وقارب الوطواط. ويستخدمها باتمان في بعض الحلقات، كما يفعل روبن. ربما كان الجزء الأكثر أهمية الذي لعبته دراجة الوطواط في المسلسل في فيلم باتمان: قناع الوهم، حيث يقفز باتمان من دراجة الوطواط ويصطدم بمروحة عملاقة يتحكم بها الجوكر. أستخدمت دراجة الوطواط أكثر قليلاً من قبل روبن، لا سيما في حلقة «حساب روبن». ويستمر روبن في أستخدام شكل من أشكال دراجة الوطواط في المواسم اللاحقة بعد أن أصبح جناح الليل. لطالما أرتدى باتمان خوذة مصممة لأستيعاب آذان قلنسوته، قبل أن يقود دراجة الوطواط.

#### الباتمان
لا تُقدم دراجة الوطواط سوى مرات قليلة في الباتمان. الأولى في حلقة «القطة والوطواط»، حيث تقوم المرأة القطة بسرقة حزام باتمان، وتطلق بطريق الخطأ سيارة الوطواط إلى خارج السيطرة على الطيار الآلي. يستخدم باتمان دراجة الوطواط للحاق وأسترداد المركبة الأخرى. ظهور دراجة الوطواط الثاني في المسلسل كان في حلقة "RPM". يتم تحطيم سيارة الوطواط  أثناء السعي وراء جيرهيد، ويضطر باتمان باستخدام دراجة الوطواط لمواصلة المعركة ضد الشرير عندما تكون سيارة الوطواط الذي أعيد بناؤها لا تعمل بشكل كامل في الوقت المناسب. في نهاية المطاف تُدمر دراجة الوطواط بعد أن يصيب جيرهيد نظام حوسبتها الخاص بفيروس ذو تقنية النانو خلال الحلقة نفسها.
يستخدم روبن شكلًا مختلفًا من دراجة الوطواط ذات ألوانه الخاصة في الباتمان. لدى روبن أيضاً دراجة مشابهة في سلسلة الرسوم المتحركة مراهقو التايتنز.

### ألعاب الفيديو
- 'باتمان وروبن' (يقود روبن الطائر الأحمر، بينما تقود فتاة الوطواط شفرة الوطواط)
- باتمان: أرتقاء سين تزو (دراجة الوطواط وجناح الليل نماذج ثلاثية الأبعاد قابلة للفتح في غرفة الجوائز)
- ليغو باتمان: لعبة فيديو
- ليغو باتمان 2: أبطال دي سي الخارقين
- فارس الظلام (تم إلغائها)

### الألعاب
أنشأت آرت أسايلم لعبة نسخة لعبة من دراجة الوطواط لمجموعات C3 الموجة 2 من المينيمايتيس في عام 2005. مزجت ليغو دراجة الوطواط مع "مركبة الهامر التابعة لـهارلي كوين" لخط ليغو باتمان الخاص بهم. في عام 2008، تم أصدار خط ماتيلز هوت ويلز مقياس 1/50 من دراجة الوطواط 1966، وفي عام 2009، أصدر مقياس 1/12 من نفس الطراز. كلاهما متميزان بجهازين للأنفصال. وكان من المتوقع أيضًا إصدار "Elite" المطور من طراز 1/12، مع مزيد من التفاصيل. كما تم ذكر شفرة الوطواط كمرشح لسلسلة 2010 من 1/50 مركبو-الوطواط.

## وصلات خارجية
- Batman & Robin - Bikes
- Television - Batman: The Series - Gadgets - Batcycle
- Character Profiles - Gadgets - Batcycle
- Television - Batman: The Series - Batgirl's Batcycle
- Dark Knight Batpod
- Fan made 1:1 scale Batpod replica - build log نسخة محفوظة 29 أغسطس 2018 على موقع واي باك مشين.
- Internet Movie Cars Database:
  - Honda Batblade in Batman & Robin, Movie, 1997
  - Made for Movie Batpod in The Dark Knight, Movie, 2008